# Kleiner Falk
Le Kleiner Falk est une montagne culminant à 2 190 m d'altitude dans le massif des Karwendel en Autriche.

## Ascension
La voie la plus facile vers le Kleiner Falk est un sentier non balisé sur le flanc nord de la montagne. Le dépassement est possible en combinaison avec l'ascension du Risser Falk, alors la crête de liaison à cette montagne doit être traversée vers le nord avec des difficultés jusqu'au niveau 3. Dans l'ensemble, le Kleiner Falk – probablement en raison des exigences plus ou moins élevées et de l'absence de sentier balisé – est relativement rarement fréquenté.